# Пшиленг (Любуське воєводство)
Пшиленг (пол. Przyłęg) — село в Польщі, у гміні Стшельці-Краєнські Стшелецько-Дрезденецького повіту Любуського воєводства.
Населення — 168 осіб (2011).
У 1975-1998 роках село належало до Гожовського воєводства.

## Демографія
Демографічна структура станом на 31 березня 2011 року:
|          | Загалом | Допрацездатний вік | Працездатний вік | Постпрацездатний вік |
| -------- | ------- | ------------------ | ---------------- | -------------------- |
| Чоловіки | 94      | 21                 | 66               | 7                    |
| Жінки    | 74      | 9                  | 51               | 14                   |
| Разом    | 168     | 30                 | 117              | 21                   |